# ولاد امرابط العكبة (مركز زكوطة)
ولاد امرابط العكبة هو دُوَّار يقع بجماعة زكوطة، إقليم سيدي قاسم، جهة الرباط سلا القنيطرة في المملكة المغربية. ينتمي الدوّار لمشيخة مركز زكوطة التي تضم 7 دواوير. يقدر عدد سكانه بـ 651 نسمة حسب الإحصاء الرسمي للسكان والسكنى لسنة 2004.

## روابط خارجية
- البوابة الوطنية للجماعات الترابية
- المندوبية السامية للتخطيط